# Cantonul Albertville-Sud
Cantonul Albertville-Sud este un canton din arondismentul Albertville, departamentul Savoie, regiunea Rhône-Alpes, Franța.

## Comune
- Albertville (parțial, reședință)
- Cevins
- Esserts-Blay
- Gilly-sur-Isère
- Grignon
- La Bâthie
- Monthion
- Rognaix
- Saint-Paul-sur-Isère
- Tours-en-Savoie